# MM104FE EL
MM104FE EL bezeichnet einen Schiffstyp von Doppelendfähren der norwegischen Reederei Fjord1.

## Geschichte
Die Fähren des Typs werden auf der türkischen Werft Tersan Tersanecilik für die Reederei Fjord1 in Florø gebaut. Die erste Einheit wurde am 6. März 2018, die zweite Einheit am 21. März 2019 bestellt. Die Fähren wurden im November 2019 bzw. September 2021 abgeliefert. Sie verkehren zwischen Sølsnes und Åfarnes im Verlauf des Fylkesvei 64 über den Langfjord.
Der Schiffsentwurf stammte vom norwegischen Schiffsarchitekturbüro Multi Maritime in Førde.

## Beschreibung
Die Schiffe sind mit einem Hybridantrieb aus Akkumulatoren und dieselelektrischem Antrieb ausgerüstet. Im Normalbetrieb werden die Schiffe elektrisch von zwei Elektromotoren mit jeweils 950 kW Leistung angetrieben, die auf je eine Propellergondel an den beiden Enden der Schiffe wirken. Die Elektromotoren werden von Akkumulatorsätzen versorgt. Für den Notbetrieb stehen zwei von Scania-Dieselmotoren des Typs DI16 090M angetriebene Generatoren zur Verfügung.
Die Schiffe sind mit einem System zum autonomen Betrieb ausgestattet, das Kurs und Geschwindigkeit selbständig berechnen und kontrollieren kann.
Die Fähren verfügen über ein durchlaufendes Fahrzeugdeck mit vier Fahrspuren sowie auf einer Seite über ein erhöhtes Fahrzeugdeck mit zwei Fahrspuren. Das Fahrzeugdeck ist im mittleren Bereich der Fähren mit den Decksaufbauten überbaut. Die nutzbare Durchfahrtshöhe beträgt 5 Meter bzw. 2,5 Meter. Die maximale Achslast auf dem durchlaufenden Fahrzeugdeck beträgt 15 t und auf dem erhöhten Fahrzeugdeck 1,5 t.
Unterhalb des erhöhten Fahrzeugdecks befinden sich unter anderem Aufenthaltsräume für die Passagiere. Oberhalb des Fahrzeugdecks befindet sich ein Deck mit den Einrichtungen für die Schiffsbesatzung sowie offene Deckbereichen. Darüber befindet sich ein weiteres Deck, auf das mittig das Steuerhaus aufgesetzt ist.
Die Kapazität der Fähren beträgt 349 Personen (inklusive der Schiffsbesatzung). Die Reederei vermarktet die in Dienst gestellte Fähre des Typs mit einer Kapazität von 295 Passagieren. Den Passagieren stehen Automaten für Snacks und Getränke zur Verfügung. Die Fähren können 120 Pkw befördern.

## Schiffe
| MM104FE EL  | MM104FE EL | MM104FE EL | MM104FE EL                                      | MM104FE EL      |
| Bauname     | Baunummer  | IMO-Nummer | Kiellegung Stapellauf Ablieferung               | Strecke         |
| ----------- | ---------- | ---------- | ----------------------------------------------- | --------------- |
| Eresfjord   | 1092       | 9862009    | 25. Oktober 2018 19. Mai 2019 26. November 2019 | Sølsnes–Åfarnes |
| Rødvenfjord | 1097       | 9889382    | 26. Juni 2020 8. Januar 2021 9. September 2021  | Sølsnes–Åfarnes |